# Canotaje en los Juegos Suramericanos de 2014: K1 200m masculino
La prueba de K1 200m masculino en Santiago 2014 se llevó a cabo el 14 de marzo de 2014 en la Laguna de Curauma, Región de Valparaíso. Participaron en la prueba 8 canoteros.

## Resultados
| Rank              | Calle | Nacionalidad | Canotero         | Tiempo Total | Diferencia |
| ----------------- | ----- | ------------ | ---------------- | ------------ | ---------- |
| Medalla de oro    | 9     | Brasil       | Edson Freitas    | 33.101       |            |
| Medalla de plata  | 8     | Ecuador      | César de Cesare  | 33.241       | +0.140     |
| Medalla de bronce | 5     | Argentina    | Rubén Rezola     | 33.640       | +0.539     |
| 4                 | 6     | Brasil       | Miguel Valencia  | 34.694       | +1.593     |
| 5                 | 4     | Venezuela    | Ray Acuña        | 36.179       | +3.078     |
| 6                 | 7     | Colombia     | Edwin Amaya      | 36.520       | +3.419     |
| 7                 | 3     | Uruguay      | Sebastián Romero | 37.577       | +4.476     |
| 8                 | 2     | Perú         | David Gomringer  | 43.679       | +10.578    |